# Dualbas
En dualbas är ett begrepp inom linjär algebra som syftar på en speciell bas i ett vektorrums dualrum, givet en bas i det ursprungliga vektorrummet.

## Definition
Givet ett ändligtdimensionellt vektorrum V och en bas till V bestående av element (ei), konstrueras en dualbas bestående av element (fi) i dualrummet V* genom:
{\displaystyle f_{i}(e_{j})={\begin{cases}1&i=j\\0&i\neq j\end{cases}}.}
Linjäriteten hos funktionalerna fi gör att detta definierar fi:s värde för alla vektorer i V. Andra notationer för fi är ei* och ei.
Om V är ett ändligtdimensionellt vektorrum är dualbasen en bas för dualrummet. Är V oändligtdimensionellt är detta inte garanterat.

## Exempel

### Komplexa tal
Om man betraktar de komplexa talen som vektorrum över de reella talen och väljer basvektorerna 1 och i blir dualbasen Re och Im, de funktioner som avbildar ett komplext tal på dess real- respektive imaginärdel.

### Polynomrum
Låt V vara vektorrummet bestående av polynom med grad mindre än eller lika med 2, dvs polynom på formen ax2 + bx + c. Ta {1, x, x2} som bas för V. Vi får då dualbasen {f1, f2, f3}:
{\displaystyle f_{1}(ax^{2}+bx+c)=af_{1}(x^{2})+bf_{1}(x)+cf_{1}(1)=c}
{\displaystyle f_{2}(ax^{2}+bx+c)=af_{2}(x^{2})+bf_{2}(x)+cf_{2}(1)=b}
{\displaystyle f_{3}(ax^{2}+bx+c)=af_{3}(x^{2})+bf_{3}(x)+cf_{3}(1)=a}
Dualbasvektorerna kan tolkas som:
{\displaystyle f_{1}(p)=p(0)\qquad f_{2}(p)={\frac {dp}{dx}}(0)\qquad f_{3}(p)={\frac {1}{2}}{\frac {d^{2}p}{dx^{2}}}(0)}.